# Solhan (département)
Pour les articles homonymes, voir Solhan.
Solhan  est un département du Burkina Faso située dans la province de Yagha et dans la région Sahel.
En 2006, le dernier recensement comptabilise 25 512 habitants.

## Villages
- Bangaba
- Banguel
- Boutontou
- Dambini
- Diogota
- Diori-Yagha
- Gongorgouol
- Gountouré
- Habanga
- Kodiengou
- Komondi
- Lontia
- Nabaningou
- Sambagou
- Solhan, chef-lieu
- Yoba